# Enclos paroissial de Roscoff
L'enclos paroissial de Roscoff est un enclos paroissial situé dans la commune de Roscoff (Finistère, Bretagne). Il inclut l'église Notre-Dame-de-Croaz-Batz, et deux ossuaires (un gothique et un renaissance). L'ensemble est classé monument historique entre 1886 et 1934.

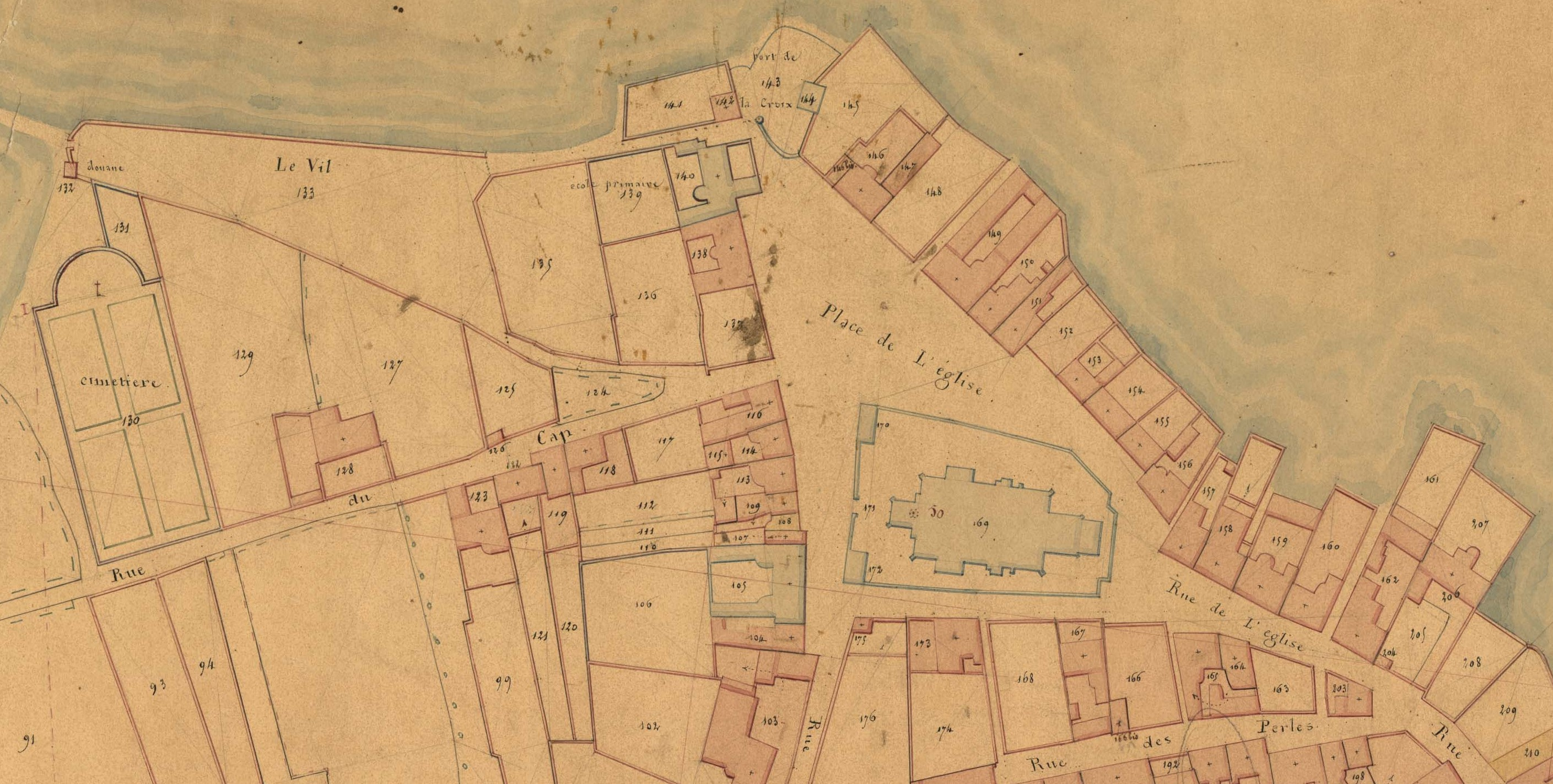
Plan de l'enclos en 1846. Les deux ossuaires sont visibles au sud-ouest (gothique) et au nord-ouest (renaissance).

## Galerie

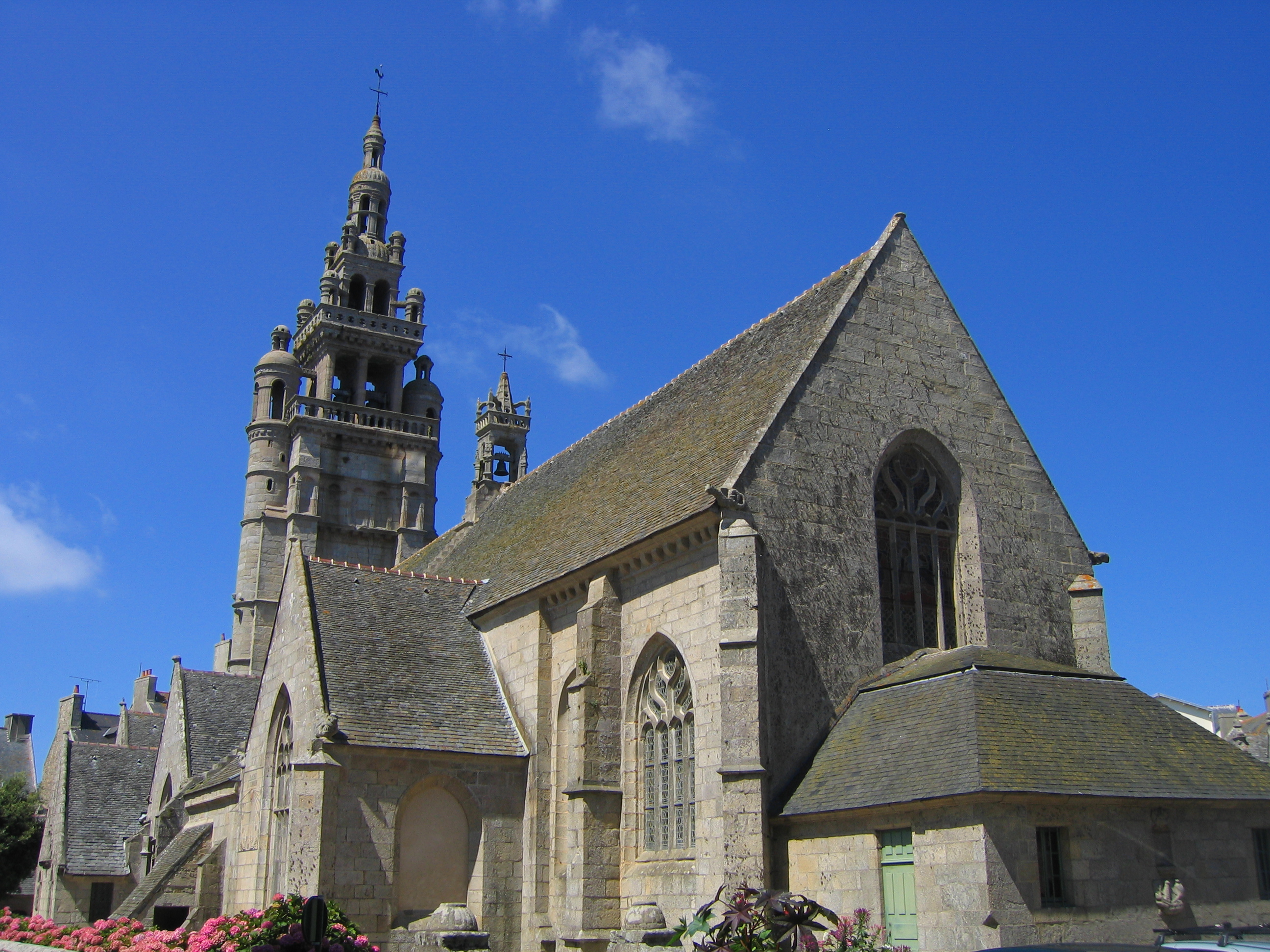
L'église.
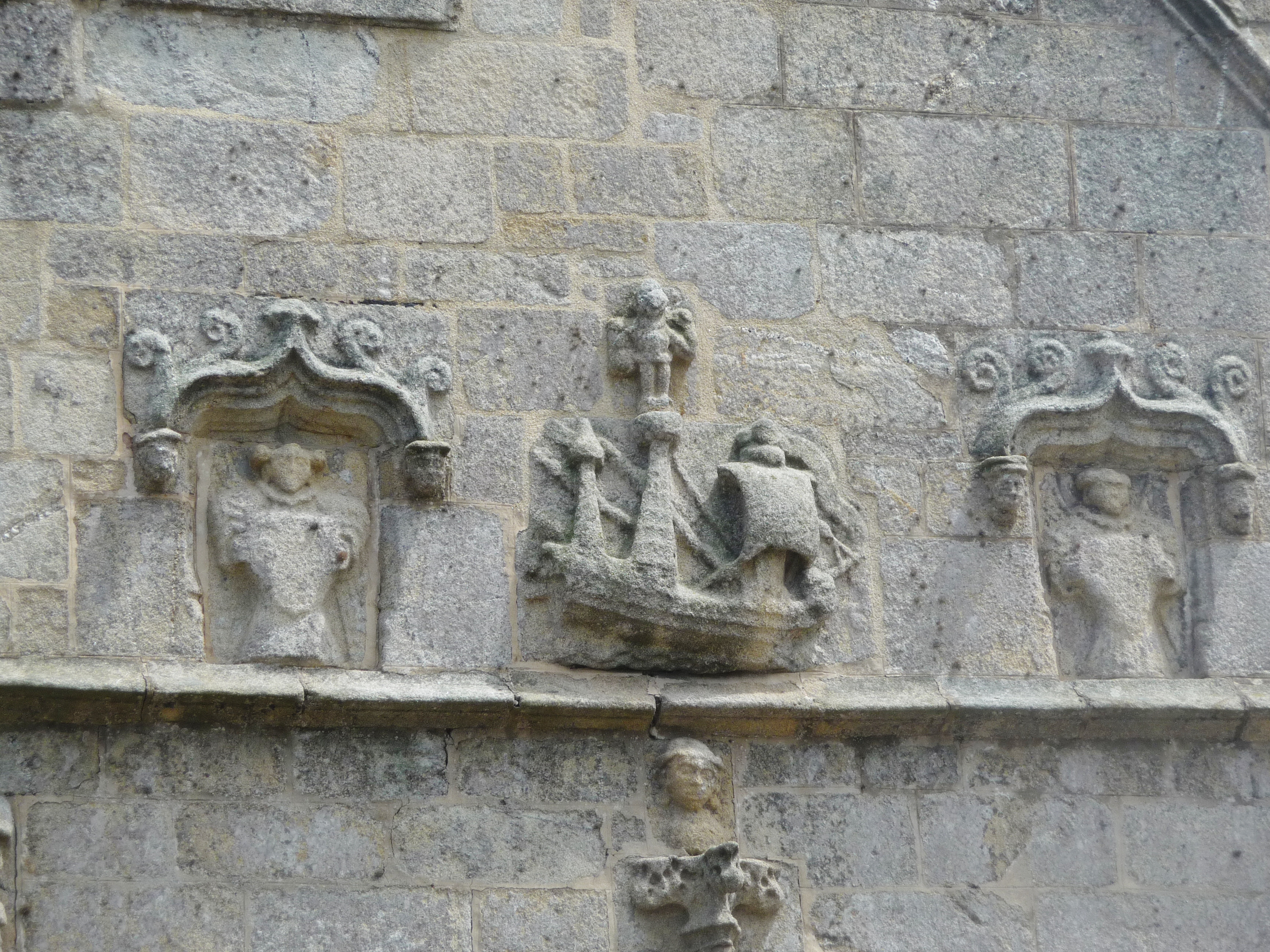
Sculpture d'un bateau sur l'église.
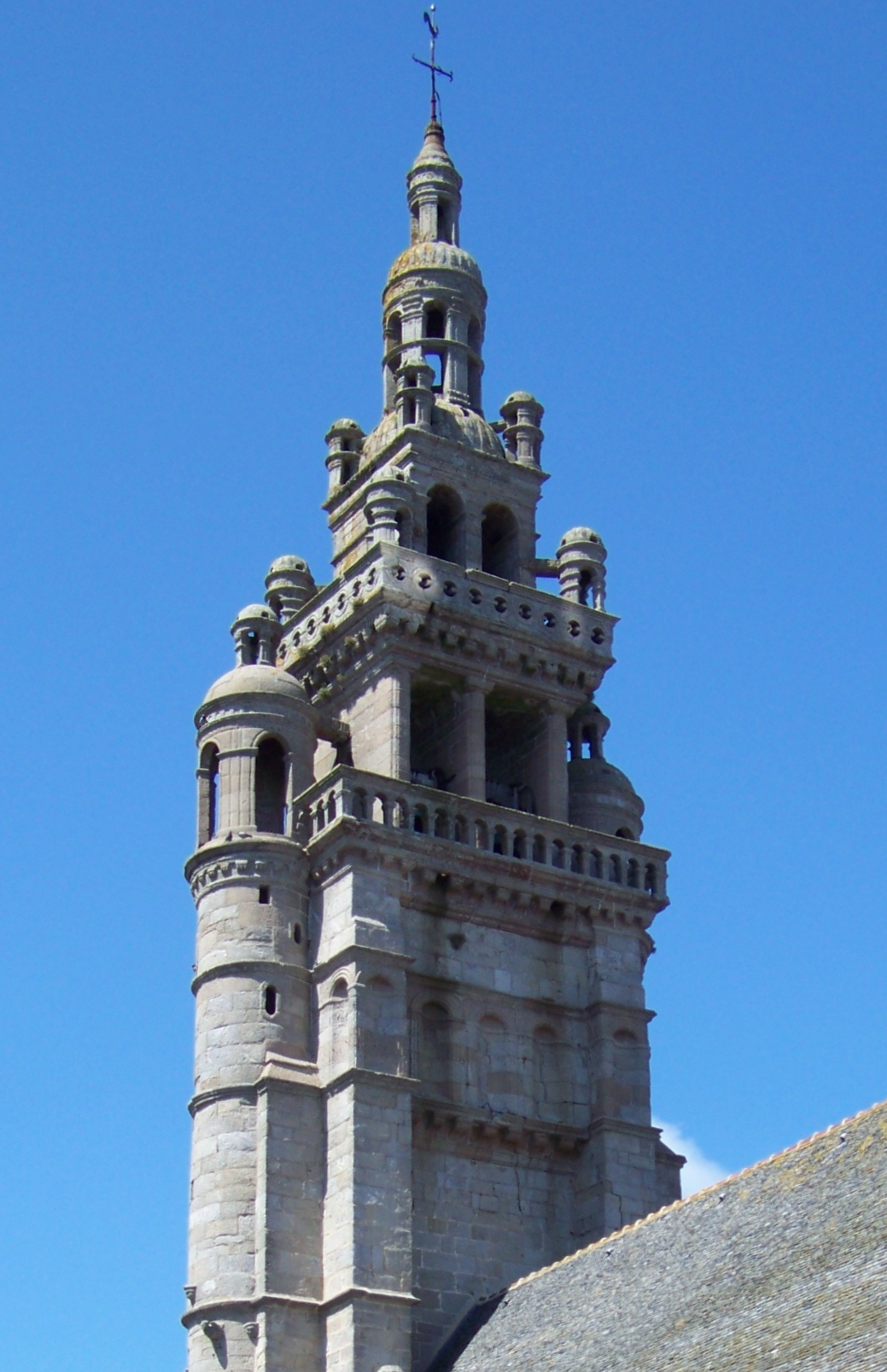
Vue du clocher.
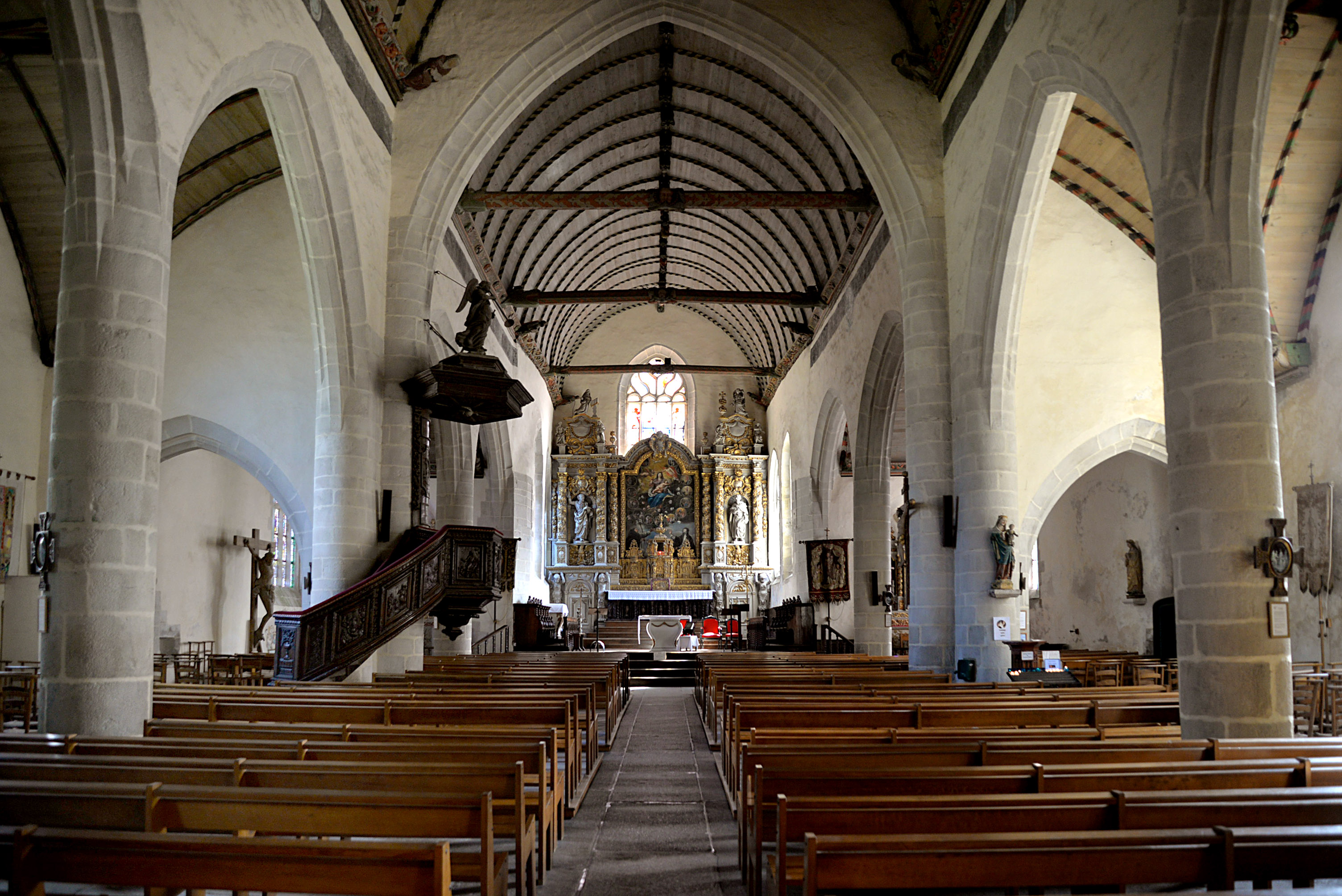
Intérieur de l'église.
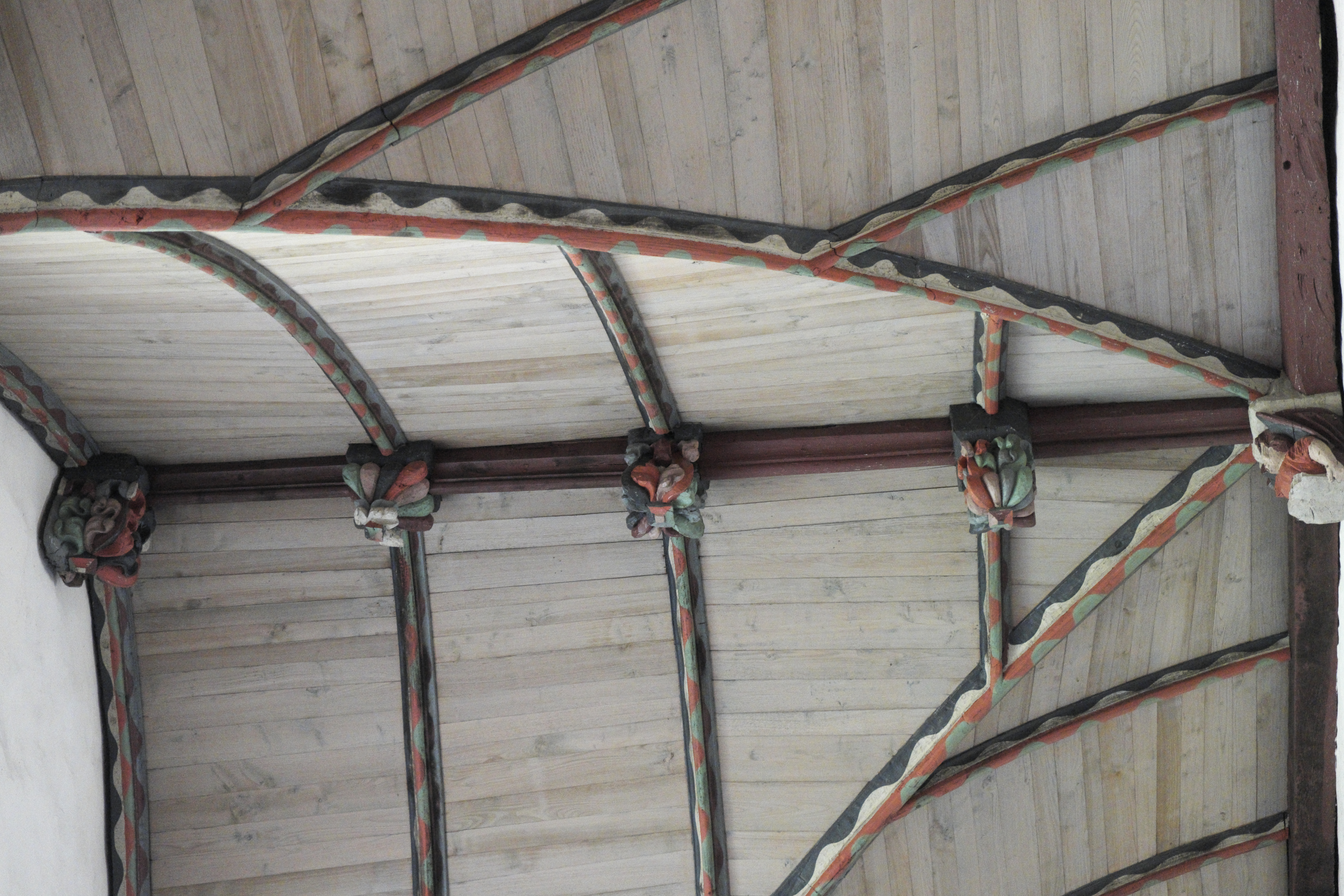
Plafond de l'église.
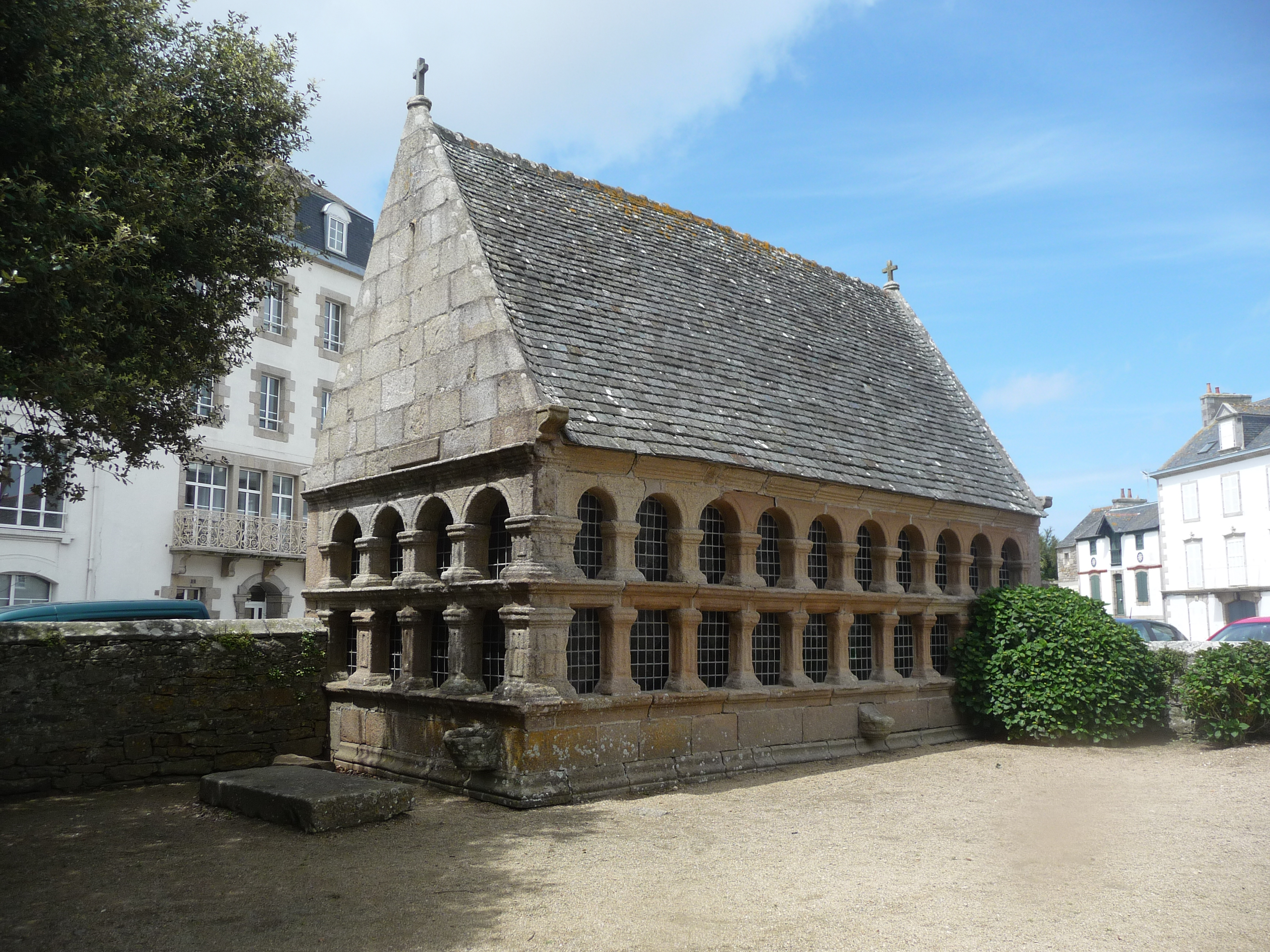
Ossuaire renaissance.